# Manuel Silva (atleta)
Manuel Silva (Portugal, 8 de outubro de 1978) é um atleta de fundo português. Ele competiu nos 3000 metros com obstáculos nos Jogos Olímpicos de Verão de 2000 e nos Jogos Olímpicos de Verão de 2004. É recordista nacional dos 3000 metros com obstáculos.